# Paraphidippus laniipes
Paraphidippus laniipes là một loài nhện trong họ Salticidae.
Loài này thuộc chi Paraphidippus. Paraphidippus laniipes được Frederick Octavius Pickard-Cambridge miêu tả năm 1901.